# آپولون
آپولون (به یونانی: Ἀπόλλων یا Ἀπέλλων) یکی از نامیرایان المپ‌‌نشین در اساطیر و ادیان کلاسیک یونانی و رومی از مهم‌ترین خدایان است. در اساطیر یونانی آپولو را خدای تیراندازی، موسیقی و رقص، راستی و پیشگویی، درمان بیماری‌ها، خدای خورشید و نور، شعر و… می‌دانند. آپولو یکی از پیچیده‌ترین خدایان یونانی است. پدرش زئوس و مادرش لتو و برادر دوقلوی آرتمیس رب‌النوع شکار از الهه‌های المپ بوده‌است.
او از زیباترین خدایان و فرم ایدئال یک جوان ورزشکار و زیباست. آپولو را می‌توان یونانی‌ترین خدا از بین دیگر خدایان یونانی قلمداد کرد. به عنوان خدای دلفی (آپولو دلفی)، آپولو خدای پیش گویی است و معبد دلفی از آن اوست. آپولو خدای کمک رسانی است که روح شیطانی را دور می‌کند، از این رو به او لقب «دور کننده شیطان» را داده بودند. آپولوی دلفی حامی دریانوردان، تازه‌واردان و محافظت کننده فراریان و پناهجویان است. داروها و درمانگری را به وی نسبت داده‌اند. هرچند که آپولو خدای پزشکی نمی‌باشد و خدای پزشکی در اصل فرزند او اسقلبیوس است. آپولو خدایی است که مردم را از بیماری‌های همه گیر حفظ می‌کرده‌است، هرچند توانایی به وجود آوردن و پراکنده کردن طاعون و مرض را توسط تیرهای مسمومش داشته‌است. همچنین آپولو و خواهر دوقلویش آرتمیس را به وجود آورنده فن تیراندازی می‌دانند.
آپولون در جزیره دلوس به دنیا آمده‌است. او را از خدایان آسیایی دانسته‌اند که اصلاً از آسیای صغیر یا از آناتولی به یونان رفته ولی اصولاً یک خدای آریایی هم نیست، اما یونانیان به قدری آن را با خیال آمیخته‌اند که به یکی از مهم‌ترین خدایان المپ تبدیل شده‌است. او در اصل خدای نور و روشنایی بود و به همین دلیل به او فبوس می‌گفتند. همچنین خدای آبادانی و ساختمان‌سازی و سیمین کمان بوده‌است. اما مهم‌تر از همه او خدای موسیقی و هنر بود و شهرت او به همین دلیل است. او عاشقانه‌های زیادی داشته که عمدتاً با پایانی تلخ تمام می‌شود. گفته شده او از بدو تولد دشمنان زیادی داشته که می‌توان به عمویش پوزئیدون اشاره کرد.

## تولد آپولون
لتو مادر آپولون که از الهه‌های المپ به‌شمار می‌رفت در هنگام حاملگی تمامی سرزمین‌ها را پشت سر گذاشت تا مکانی برای زایمان پیدا کند اما چون شدیداً مورد حسادت هرا بود هیچ‌یک از نقاط زمین حاضر نشدند او را پذیرا باشند زیرا از خشم هرا می‌ترسیدند.
لتو کوه‌ها و جزایر یونان و کرت را پشت سر گذاشت تا به رنه ایا Rhéneia رسید که مقابل دلوس قرار گرفته بود.
لتو خشمگین از این بی‌مهری زمین و دریا به سوی دلوس روی آورد و آنطور که بازگو شده‌است، جزیره او را پذیرفت. الهه المپ در مقابل این پذیرش ثروت فراوانی به او ارزانی داشت و حراست معبد خاص فرزندش آپولون را نیز به او واگذار کرد.
دلوس تهدید شد که اگر لتو را بپذیرد از حیوانات مرجانی و فوک‌های دریایی احاطه و سپس در اعماق آب‌های سیاه مدفون خواهد شد ولی جزیره پیمان خود را با لتو نشکست. ۹ روز و ۹ شب لتو رنج دردناکی را تحمل کرد و نخست هیچ‌یک از الهه‌های المپ او را یاری نکردند، زیرا هرا آنان را تهدید کرده بود اما بالاخره دیونه همسر دیگر زئوس (مادر آفرودیته)، رئا
و تمیس و آمفیتریت به یاری لتو آمدند. هرا برای اینکه ایلی‌ثیا (الهه کمک به مادران) به یاری لتو نشتابد بارانی از طلا به اطراف دلوس بیافرید تا حوادث آن جزیره از دخترش ایلی‌ثیا مخفی بماند ولی ایریس از جانب خانواده المپ به سراغ ایلی‌ثیا رفت و او را آگاه ساخت. آخرین کس که به یاری لتو آمد آتنا بود که پیشنهاد کرد برای اینکه رضای خاطر هرا جلب شود تا لتو با آرامش فرزندان خود را به دنیا بیاورد هدیه‌ای به هرا داده شود، در نتیجه گردنبندی به طول ۹ ذراع که از طلا و کهربا به وسیله ایریس ساخته و به هرا هدیه داده شد و هرا آن را پذیرفت و به دخترش ایلی‌ثیا اجازه داد که بر بالین لتو حاضر شود. لتو در کنار درخت خرمایی که محکم در آغوش خود می‌فشرد نخست آرتمیس و سپس آپولون را به دنیا آورد.

## خانوادهٔ آپولون
آپولون از معروف‌ترین ارباب انواع یونان است. آپولون پسر زئوس و لتو است و در جزیره کوچک دلوس به دنیا آمده. او یکی از ایزدان المپ‌نشین و برادر دوقلوی آرتمیس بوده‌است.
شاید از خدای خدایان گذشته فقط آرس خدای جنگ و آفرودیته الهه عشق و زیبایی از اون مشهورتر باشند. به همین جهت از روز اول خدای هنر و ذوق، قهرمان داستانها و افسانه‌های بیشمار قرار گرفت و منبع الهام آثار هنری در زمان قدیم و جدید شد. آپولون برخلاف سایر بچه‌ها از شیر مادر تغذیه نکرد؛ زیرا تمیس محبوبه زئوس اکسیر خدایان را که نکتار نام دارد بر لب او نهاد و او را از خوردن شیر بی‌نیاز کرد.طبق اسطورهِ آپولون هرا همسر حسود زئوس، پیتون را فرستاد تا مانع آن شود که لتو نوزادی به دنیا آورد. پیتون افعی غول پیکری بود که از گل و لای بازمانده از طوفان بزرگ پدید آمده بود. لتو به جزیره دلوس گریخت، جایی که آرزوی اجازه یافتن برای به دنیا آوردن کودکی که هرا مخالف آن بود را داشت. در این‌جا آرتمیس و آپولون بعد از مشقات نه روز زاده شدند. جزیره دلوس به خاطر آپولون تقدس یافت.

### ریشه‌های آپولون
آپولون را یکی از خدایان آسیایی دانسته‌اند که اصلاً از آسیای صغیر یا از عربستان به یونان رفته‌است یا یکی از خدایان شمالی اروپا می‌دانند که کشتی رانان یونانی آیین پرستش آن را به یونان آورده‌اند؛ ولی به هر حال از لحاظ اصل و ریشه یک خدای یونانی نیست و اصولاً یک خدای آریایی هم نیست ولی یونانیان آنقدر آن را با خیال درآمیخته‌اند که به صورت اصلی‌ترین خدایان المپ درآمده است.

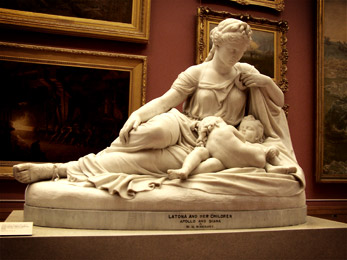
دوقلوهای لتو، آپولون و آرتمیس

## معشوقه‌های او
خدایی مانند آپولو که هم زیبا بود و هم جوان طبعاً باید محبوب زنان نیز قرار گیرد، او ماجرای عاشقانه زیادی داشته‌است اما زنانی که مورد علاقه او بودنند در مقابل او پایداری و سرکشی می‌کردند و تقریباً در همه موارد ماجرای آنها به صورت غم‌انگیزی پایان یافت. ملیا پری دریا و کوریسیا پری دیگر و آکاکالیس نیمه الهه از معشوقه‌هایی بودند که خود را آسان در اختیار او گذاشتند اما دافنه پری زیبای رودخانه ینه، رام او نشد. عاقبت حوصله آپولون سر رفت و خواست به زور متوسل شود اما دافنه متوجه شد و گریخت. آپولون به دنبال او رفت ولی درست در آن لحظه که می‌خواست اورا در آغوش بکشد دخترک گائا الهه زمین که از قدیمی‌ترین خدایان اساطیر یونان و از محترم‌ترین آنهاست بیاری خود طلبید و ناگهان زمین دهان باز کرد و او را در کام خود فرو برد و در جای او بوته عشق از زمین سبز شد که آپولون همیشه او را به یاد پری زیبایی که شکار نشده بود عزیز داشت. سیرن هم یک پری شکارچی بود. آپولون او را در حالی که می‌دید با شیری می‌جنگد بی‌اختیار مجذوب زیبایی آن شد. او را بر گردونه زرین خود نشاند و با خود به لیبی (آفریقا) برد و از او صاحب فرزندی به نام آریسته شد. نه تنها خدایان بلکه چندی از آدمی زادگان هم در مقابل او سرکشی کردند. یکی از آنها کاستالی بود. یکبار هم آپولون و هرمس دو رب‌النوع درجه اول المپ که برادران ناتنی بودنند با هم عاشق دو دختر به نام آکاکالیس و کیون شدند. کیون یک پسر از آپولون و یک پسر از هرمس پیدا کرد و باغرور سبکسرانه آرتمیس دختر خدای خدایان را که حاضر به شوهر کردن و بچه دار شدن نبود مورد تمسخر قرار داد. آرتمیس خشمگین شد و با تیری قلب او را سوراخ کرد، آکاکالیس از آپولون صاحب دو پسر شد که از ترس پدرش آنها را به جنگل دور دستی برد و آپولون آنها را به دست گرگ‌ها سپرد. ماجرای عشق آپولون و کورونیس خیلی معروف و غم‌انگیز است. کورونیس دختر شاه لاپیتس بودو وقتی فهمید از آپولون باردار شده‌است به ازدواج ایکیس مردی از اهالی آرکادی درآمد. اما کلاغی از طرف آپولون مأمور مراقبت کرونیس شده بود خبرچینی کرد و جریان نامشروع آن دو را به خدایان المپ گفت. آپولون از فرط خشم پر کلاغ را سیاه و کورونیس و ایکیس را به دست مرگ سپرد؛ و جسد را به خواهرش آرتمیس داد؛ و آرتمیس جسدها را در آتش نهاد. قبل از آنکه کرونیس بسوزد آپولون فرزند خود را از شکم او بیرون آورد که این فرزند همان اسکلپیوس است و رب‌النوع طبابت شد. او از تیریا صاحب پسری به نام ککتوس شد. گذشته از اینها آپولون چندین بار به پسران نیز عشق ورزیده. کوپاریوس را به درخت سرو تبدیل کرد. یکبار هم عاشق هیاکینتوس شد.

## آپولون

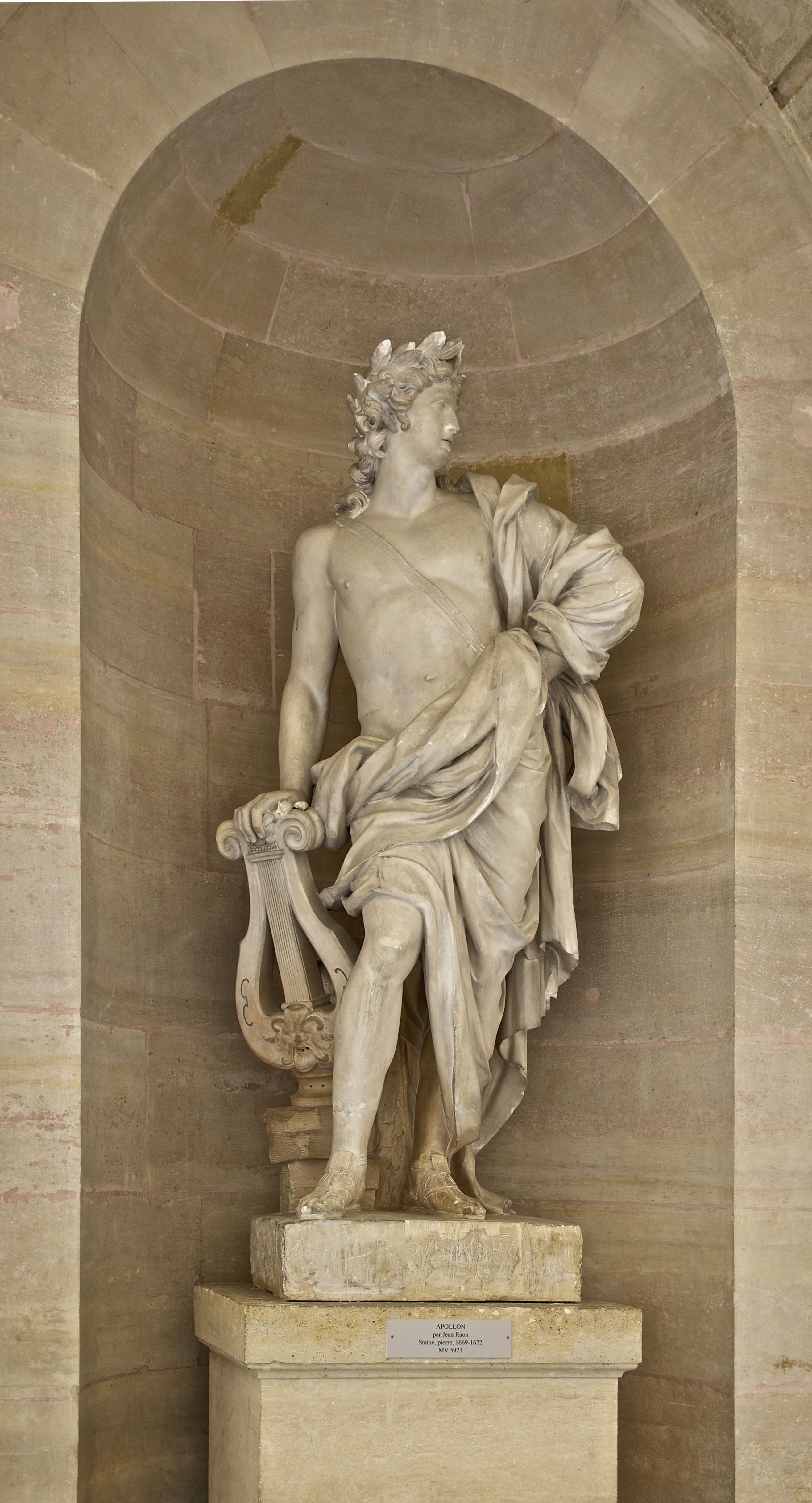
آپولون خدای هنر و موسیقی

آپولون در اصل خدای نور و روشنایی بوده به همین دلیل او را فبوس Phoebus که معنی درخشان می‌دهد می‌نامیدند.
هومر در اشعار خود به وجود آپولون چنین اشاره می‌کند:
در دلفی، آنجا
فوبیوس در وسط مراکز زمین و سراسر جهان
به اورنگ نشسته و به آهنگی جاودانه
هر آنچه را هست و خواهد بود پیش‌بینی می‌کند
در اسطوره‌های یونانی خورشید در آغاز خدای هلیوس (خورشید) بعداً به گردونه تبدیل که آپولون او را هدایت می‌کرد
یعنی در آن هیچ سیاهی و تاریکی نیست.
او را همچنین خدای میوه و کشتزارها می‌دانند که همه اینها وابسته به نور خورشید است.
آپولون مظهر نیروی خورشید و ماه و سرودخوانی و هنر هم به‌شمار می‌رفته‌است.
او را خدای سیمین کمان هم می‌خوانند خدایی که تیرهایش را به جاهای بسیار دور پرتاب می‌کند.
که نیزه‌های او پدید آورنده طاعون بوده.
صفات آپولون با کمان او وابستگی مستقیم دارد .سوفو کل
او را خدای با ترکش زیبا و اری پید او را حامل کمان خدایی نامیده‌اند.
آپولون خدای غیب‌گویی هم بوده‌است. معابد او دارای غیبگویان معروفی به نام سیبیل بود. مردم برای کسب اطلاع از آینده و سؤال به آنها رجوع می‌کردند. یکی از غیب گویی‌های معروف کاهنه معبد او برای کرزوس پادشاه لیدی در مورد شکست او در برابر کوروش کبیر بود.کاهنه پیشگویی معبد دلفی در این روایت‌ها پیتا pythia نام دارد.
او درمان دهنده بود. نخستین خدایی که به انسان‌ها هنر درمان را آموخته‌است.
او را خدای شبانان دانسته و مأموریت حفظ و حراست گوسفندان را داشت.
در روایتی از آپولو به عنوان گرگ خدا هم یاد می‌کنند.
او خدای ساختمان و خدای آبادانی نیز دانسته‌اند.
او خدای پالایش دهنده نیز بود و می‌توانست کسانی را که که دست خود را به خون همنوعان و خویشاوندان آلوده کرده‌اند پاک کند.
او را خدای راستی و حقیقت نیز دانسته‌اند:
فئوبوس از سریر حقیقت خود/و از خانه خود در دل دنیا/با انسان‌ها سخن می‌گویی/به فرمان زئوس دروغ را در اینجا راهی نیست/وهیچ سایه ای که حقیقت را تیره کند/زئوس حرمت آپولو را با حقیقت‌های جاودانه/روشنی بخشیده‌است تا همگان با ایمان راسخ /به سخنان وی گوش فرا دهند.ا
 اما مهم‌تر از همه آپولون خدای موسیقی بود و قسمت زیادی از شهرت او مربوط به همین جنبه است.
گفته شده‌است خدایان المپ نشین را با نواختن چنگ طلایی‌اش شادی می‌بخشیده‌است.
آپولون با نیروی موسیقی خویش می‌توانسته همه را مطیع اراده خود و همه زنان زیبا را اسیر خود سازد.

## ظاهر او

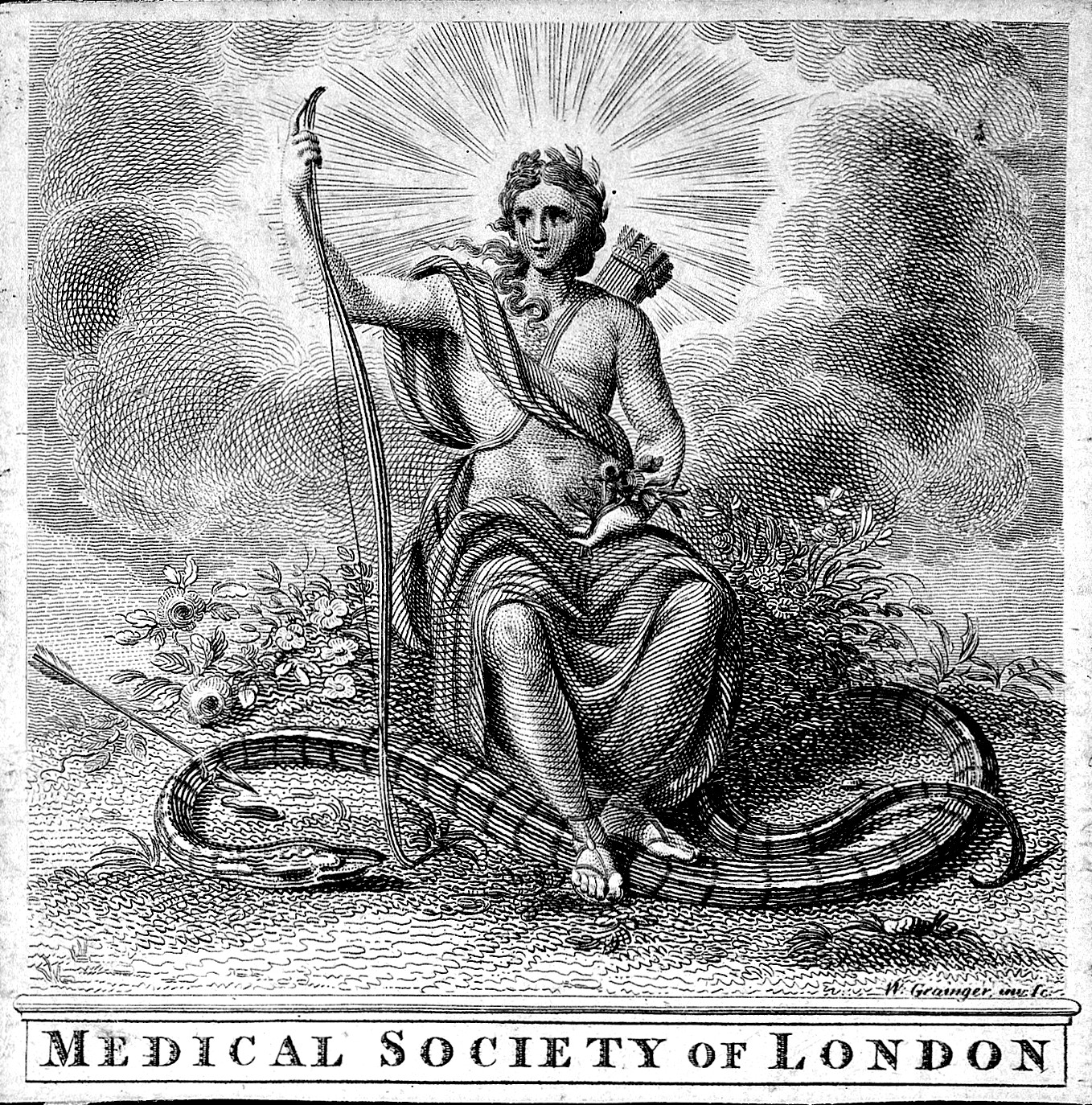
آپولون خدای خورشید

با اینکه آپولون شخصیت‌های مختلف داشت اما به شکل واحد تجسم می‌شود:جوان و زیبا با اندام نیرومند و متناسب، سینه عریض. صورت او هیچ اثری از مو نداشت.

## میانجی‌گری زئوس
بزرگترین واقعه تیراندازی او با دو غول نیرومند که فرزندان خدای دریاها بودند.
او یکبار با هرکول پهلوان نامی و نیمه خدای یونان پنجه درافتاد. هرکول برای پرسیدن سؤالی به معبد دلفی رفته بود اما چون چیزی را که می‌خواست نشنید سه‌پایه مقدس معبد را برداشت و درهم کوفت. آپولون را این ماجرا بر سر غیرت آورد و با هرکول زد و خورد کرد. عاقبت زئوس مجبور شد برای پایان دادن به آن میانجیگری کند.
در داستان ایلیاد او را Sminthian موش خدا خوانده‌اند. معلوم نیست به دلیل علاقه‌اش به موش‌ها گفته‌اند یا کشتن آنها.

## دشمنان آپولون
نوشته‌اند که آپولون از بدو تولد دارای دشمنان سر سخت بوده حتی به هنگامی که لتو حامله بود دشمنانی داشت که می‌خواستند او و فرزندش را به هلاکت برسانند.
تیتیوس یکی از ژئان‌ها بود که به لتو و بعد به دوقلوها، آپولون و آرتمیس حمله می‌کند. تی تیوس هنگامی که به لتو حمله کرد الهه المپ به دلف رفت اما بنابر قول پیندار آرتمیس بود که با نیزه‌های خود ژئان متجاوز به مادرش را کشت اما آپولونیوس معتقد است که آپولون این غول تجاوز کار را کشته‌است. هیژنینی بهنگام بحث در این باره می‌گوید زئوس آن را از پا درآورد.
در اکثر تواریخ مربوط به میتولوژی، پایتون را دشمن شماره یک آپولون دانسته‌اند. بعضی روایت‌های اساطیری گفته‌اند که آپولون آن اژدها یعنی پی‌تون را تنها ۴ روز بعد از تولد خود کشت. بدین معنی که آپولون به دلف رفت و اژدها را که فرزند زمین بود در کنار چشمه یا دخمه محراب آن معبد کشت. در بعضی روایت‌ها نقل شده‌است آپولون در کنار محراب معبد دلف با دو اژدها رو به رو شده که یکی نر و دیگری ماده بوده ولی اژدهای آپولون ماده و بنام دلفین نامیده می‌شده‌است. اژدهای دیگر که نر بود تیفون Typhon نامیده می‌شود. پیر گیرمال دربارهٔ مبارزه آپولون با اژدهای دلف معتقد است که پی‌تون گاهی دلفینه خوانده می‌شد و چنان‌که اشارت رفت از طرف هرا مأموریت تعقیب و کشتن لتو بود توسط آپولون کشته می‌شود. گریمال اضافه می‌کند که آپولون بعد از کشتن پی‌تون تشییع جنازه‌ای برای او برپا می‌کند و بازی‌های پی تیکpythiques را نیز به خاطر پیتون به وجود آورد و سه‌پایه‌ای در معبد دلف نصب نمود.

## علاقه‌های او
درخت غار و کلاغ و دلفین مورد علاقه او هستند.